# Qazaqstan Top Division 2001
La Qazaqstan Top Division 2001 è stata la 10ª edizione della massima divisione del calcio kazako. 

## Stagione

### Novità
Durante la stagione 2000 il Jiger si è fuso col Tomırıs dando vita al Dostyq; il Batır, che aveva dato forfait a metà della scorsa stagione per problemi finanziari, è stato riammesso in Top Division. Il CSKA Almaty, acquisito dal Qairat e rinominato CSKA-Qaýrat, è ripartito dalla Birinşi Lïga.
Dalla Birinşi Lïga sono saliti Aqtóbe-Lento, Mańǵystaý e Aq Jaıyq. Il numero di squadre è così aumentato da quindici a diciassette.
Prima dell'inizio della stagione i seguenti club hanno cambiato denominazione:
- Il Batır è stato rinominato Ekibastuzes
- L'Aksess-Golden Greýn è stato rinominato Esil-Bogatyrʹ
- L'Aqmola è stato rinominato Esil Kókshetaý
- Il Qaısar-Hurricane è stato rinominato Qaisar
- L'Aq Jaıyq è stato rinominato Atyrau

## Classifica finale
|                       | Pos. | Squadra           | Pt | G  | V  | N  | P  | GF | GS | DR  |
| --------------------- | ---- | ----------------- | -- | -- | -- | -- | -- | -- | -- | --- |
| Kazakistan (bandiera) | 1.   | Jeñis             | 81 | 32 | 26 | 3  | 3  | 78 | 30 | +40 |
|                       | 2.   | Atyrau            | 70 | 32 | 21 | 7  | 4  | 53 | 16 | +37 |
|                       | 3.   | Esil-Bogatyrʹ     | 69 | 32 | 21 | 6  | 5  | 51 | 16 | +35 |
|                       | 4.   | Ertis             | 60 | 32 | 17 | 9  | 6  | 48 | 22 | +26 |
|                       | 5.   | Qairat            | 52 | 32 | 15 | 7  | 10 | 42 | 33 | +9  |
|                       | 6.   | Tobyl             | 49 | 32 | 15 | 4  | 13 | 48 | 43 | +5  |
|                       | 7.   | Elimaı            | 48 | 32 | 14 | 6  | 12 | 47 | 42 | +5  |
|                       | 8.   | Aqtóbe-Lento      | 45 | 32 | 13 | 6  | 13 | 33 | 40 | -7  |
|                       | 9.   | Vostok Óskemen    | 44 | 32 | 13 | 5  | 14 | 42 | 43 | -1  |
|                       | 10.  | Esil Kókshetaý    | 44 | 32 | 12 | 8  | 12 | 35 | 37 | -2  |
|                       | 11.  | Qaisar            | 40 | 32 | 11 | 7  | 14 | 33 | 40 | -7  |
|                       | 12.  | Shahter Qaraǵandy | 40 | 32 | 10 | 10 | 12 | 31 | 37 | -6  |
|                       | 13.  | Ekibastuzes       | 37 | 32 | 10 | 7  | 15 | 30 | 49 | -19 |
|                       | 14.  | Jetisý            | 26 | 32 | 7  | 5  | 20 | 38 | 57 | -19 |
|                       | 15.  | Taraz             | 21 | 32 | 6  | 3  | 23 | 26 | 57 | -31 |
|                       | 16.  | Dostyq            | 21 | 32 | 4  | 9  | 19 | 28 | 58 | -30 |
|                       | 17.  | Mańǵystaý         | 15 | 32 | 6  | 6  | 23 | 16 | 59 | -43 |

Legenda:
      Campione del Kazakistan e ammessa alla UEFA Champions League 2002-2003
      Ammessa alla Coppa UEFA 2002-2003
      Retrocesse in Birinşi Lïga 2002
Note:
Tre punti a vittoria, uno a pareggio, zero a sconfitta.